# فرودگاه نیروی هوایی سلطنتی لیکن‌هیث
فرودگاه نیروی هوایی سلطنتی لیکن‌هیث (به انگلیسی: RAF Lakenheath) یک فرودگاه پایگاه نیروی هوایی است . این فرودگاه در کشور انگلستان قرار دارد .